# Interaktiv (Fernsehsendung)
Interaktiv war eine deutsche Fernsehsendung, die auf dem Sender VIVA live ausgestrahlt wurde.
Sie startete im Dezember 1993 und lief bis zum 23. Dezember 2004 werktags um 15 Uhr. Die Sendedauer lag zwischen zwei und drei Stunden.

## Konzept
In der Show traten vor allem Musiksstars auf, um ihre neuen Songs zu präsentieren. Neben Interviews und Musikclips gab es zahlreiche Aktionen, bei denen die Zuschauer im Studio und vor dem Bildschirm miteingebunden wurden. Fast alle VIVA-Moderatoren moderierten die Sendung. Es gab aber Hauptmoderatoren.
Zur Sendung kamen zwei Musik-CDs auf den Markt.
- VIVA Interaktiv, Die Wunsch-Hit CD Vol. 1.
- VIVA Interaktiv, Die Wunsch-Hit CD Vol. 2.

### Moderation
| Moderator            | Zeitraum  |
| -------------------- | --------- |
| Heike Makatsch       | 1993–1996 |
| Mola Adebisi         | 1993–2004 |
| Nils Bokelberg       | 1993–1995 |
| Minh-Khai Phan-Thi   | 1995–1998 |
| Tobias Schlegl       | 1995–1998 |
| Aleksandra Bechtel   | 1995–1999 |
| Daniel Hartwig       | 1998      |
| Oliver Pocher        | 1999–2003 |
| Milka Loff Fernandes | 1999–2004 |
| Jessica Schwarz      | 2000–2002 |
| Janin Reinhardt      | 2001–2003 |
| Sarah Kuttner        | 2001–2004 |
| Gülcan Kamps         | 2003–2004 |
| Nela Lee             | 2004      |
| Klaas Heufer-Umlauf  | 2004      |